# Кинематограф Великобритании
Британское кино всегда стояло несколько особняком от остального европейского. В Великобритании к моменту распространения кинематографа существовала всемирно известная актёрская школа и значительные культурные традиции.

## История кино Великобритании

### Рождение и «брайтонская школа»[1](1895—1908)

Чарльз Урбан

Английское кинопроизводство до 1900 года было сильно децентрализовано.
Первым английским производителем фильмов является Уильям Поль. В 1895—1896 годах он работает совместно с Бирт Акрес. Каталог Поля в декабре 1896 года состоял исключительно из натурных съемок и хроник. В 1898 году главными конкурентами Поля были представители так называемой «брайтонской школы» (работали в Брайтоне).
Среди них Уильям Фриз-Грин и его последователи Эсме Коллинс, Джемс Уильямсон и Джордж Альберт Смит. Все они являлись членами местного фотографического клуба «Brighton & Hove Camera Club», существующего и по сей день. Конструировать аппараты им помогал механик Альфред Берлинг.
Американец Чарльз Урбан руководил филиалом кинопредприятия, открытого в Лондоне нью-йоркскими оптиками Мегуайром и Бонусом («Варвик Трэйдинг компани»). Урбан очень быстро стал одним из самых предприимчивых деятелей британского кино.
В 1899 году Сесиль Хепуорт вышел из фирмы «Варвик» и вместе с Лоули организовал свою собственную фирму.
В 1899 году Фрэнк Моттершоу основывает «Шеффилд фото компани».
Согласно Садулю, представители Брайтонской школы впервые ввели в кино монтаж в современном смысле слова («Злоключения Мэри Джейн», реж. Смит, 1901), первый эскиз «погони» в кино («Держи вора!», реж. Уильямсон, 1901), действия, происходящие одновременно в разных местах («Нападение на миссию в Китае», реж. Уильямсон, 1901), социальный реализм («Солдат запаса до и после войны», реж. Уильямсон, 1903)
В области производства и по уровню мастерства английское кино было до 1902 года передовым. Но уже через несколько лет оно оказалось в полном упадке. К 1908 году Уильям Поль стал торговать аппаратурой, Джемс Уильямсон продал студию и занялся изготовлением аппаратуры. Джордж Альберт Смит перестал заниматься постановками. Из производителей фильмов к 1900 году остались только Хепуорт и Урбан.

### Английский кинематограф в послевоенный период
Английский кинематограф в послевоенный период развивался по двум направлениям:
1. Классическое английское кино. К этому направлению относятся фильмы на исторические темы и экранизация классики. Это фильмы режиссёров Александра Корды, Дэвида Лина (фильм «Лоуренс Аравийский»), а также актёра и режиссёра Лоренса Оливье («Гамлет», «Ричард III», «Генрих V»)
2. Кино абсурда, фильмы абсурда. Направление во многом наследовало традиции Хичкока, в которых соединялись ужасы и ирония, появлялся чёрный юмор. Особо интересными были фильмы производства студии «Илинг» (англ. Ealing Studios). Иланская комедия абсурда стала особым явлением английского кино — она построена на ситуациях, каких не бывает в жизни. Среди лучших комедий этого типа выделяются «Смех в раю» режиссёра Марио Зампи и знаменитая серия комедий о мистере Питкине.

### Коммерческое английское кино
Особое значение в конце 50-х начале 60-х играло коммерческое английское кино, основу которого составлял детективный жанр, в том числе экранизация произведений Агаты Кристи о Пуаро и Мисс Марпл и знаменитые фильмы о Джеймсе Бонде.
Наиболее известный представитель коммерческого кино — вымышленный персонаж Джеймс Бонд. Джеймс Бонд (англ. James Bond), также известный как «Агент 007», — вымышленный английский шпион, впервые появившийся в книгах Яна Флеминга и получивший широкую популярность вследствие как экранизации этих книг, так и появления этого персонажа в кинофильмах, снятых по сюжетам других авторов. Флеминг написал первую книгу о Джеймсе Бонде в 1953 году; за ней последовало множество других с этим персонажем.
Роль Джеймса Бонда сыграли:
- Шон Коннери (1962—1967; 1971)
- Джордж Лэзенби (1969)
- Роджер Мур (1973—1985)
- Тимоти Далтон (1987—1989)
- Пирс Броснан (1995—2002)
- Дэниел Крейг (2006—2019)

### Новая волна (1955—1964)
Новая волна английского кино. Его во многом подпитывала теория искусства, предложенная группой «рассерженных». Среди лучших режиссёров этого направления выделяются Карел Рейш, Тони Ричардсон, Линдсей Андерсон, Бэзил Дирден, вскоре ушедший в коммерческое кино. Фильмами эти режиссёры пробуют посмотреть на английскую жизнь с позицией критического реализма, их интересует современность, а не прошлое Англии. Упомянутые режиссёры начинали как документалисты постановками фильмов о жизни разных слоев английского общества. В игровом кинематографе более жестко звучит протест против реальности, в частности в картинах «Третий человек» Кэрола Рида .